# 嘉靖倭乱
嘉靖倭乱是指明世宗嘉靖三十一年（1552年）至嘉靖四十三年（1564年）間，北虜南倭波及南直隸、浙江、福建、廣東等沿海地區，大規模的出現海盜搶劫和燒殺事件。這一時期的海盜除了有日本人，大部分成員均為中國人。嘉靖倭乱始於嘉靖三十一年四月的浙江沿海，當時泉州、漳州的海盜勾結日本人在舟山和象山登陸後，盤據在台州、溫州、寧波、紹興等地燒殺搶掠，台州知事武緯戰敗身亡。嘉靖倭亂在戚繼光、俞大猷、胡宗憲的打擊下才逐步肅清。

## 相关作品與大眾文化
- 蕩寇風雲